# Gruppo delle Grigne
(Leonardo da Vinci, Codice Atlantico - C.A. 214 verso)
Il Gruppo delle Grigne (sovente detto più semplicemente la Grigna o le Grigne) è un massiccio montuoso alpino in provincia di Lecco.

## Geografia
Il gruppo si colloca in Lombardia (provincia di Lecco), subito ad oriente del Lago di Como, nelle Prealpi Orobie. La Valsassina a est separa il gruppo dalle Alpi Orobie e dal Resegone; a sud lo delimita la città di Lecco e ad ovest gli fa da confine il ramo lecchese del Lario.

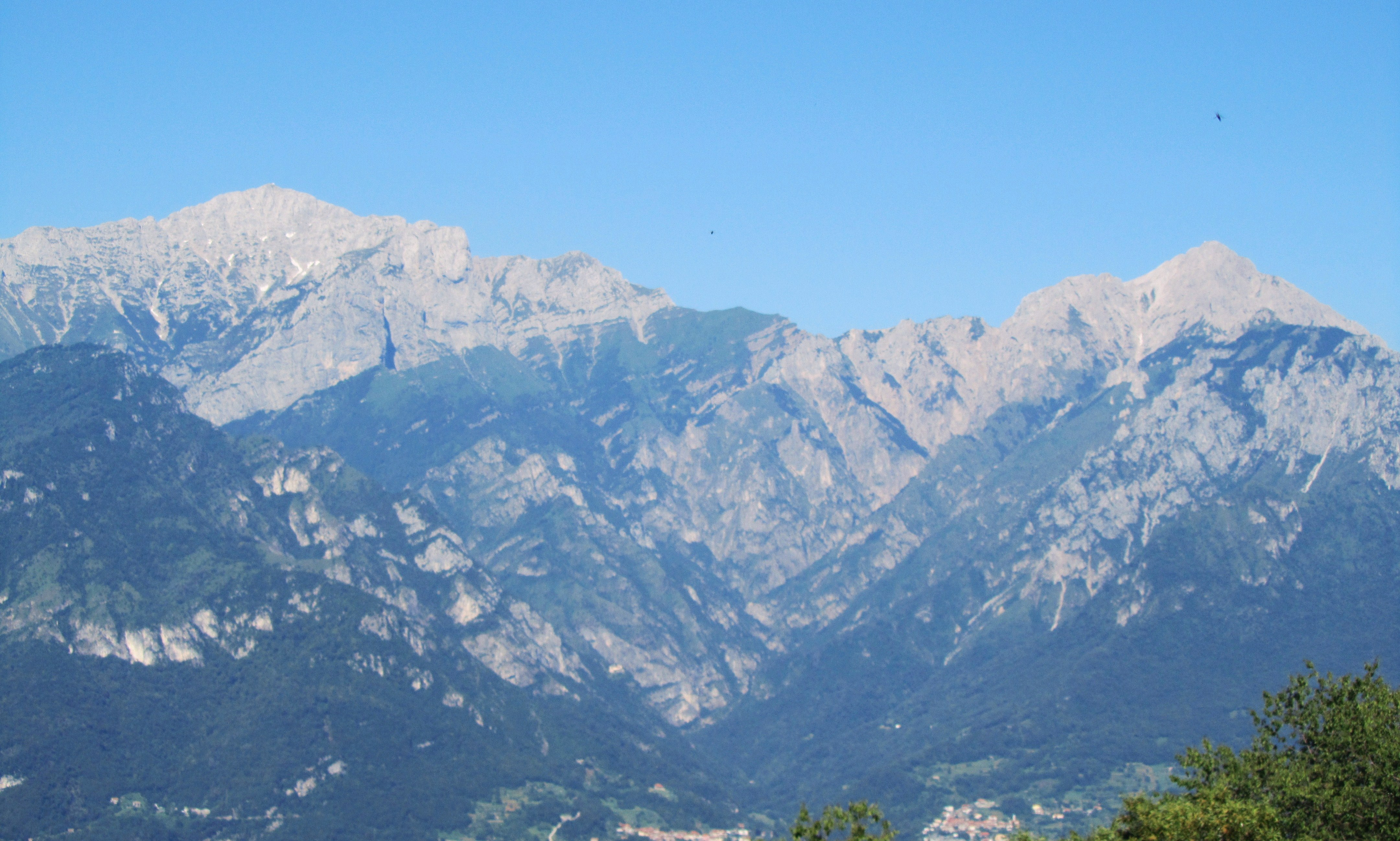
Il versante occidentale visto dal passo del Ghisallo

## Cime principali
Nel massiccio, formato da roccia principalmente calcarea, si identificano tre cime principali:
- la Grigna (2 410 m s.l.m.), detta anche Grignone, conosciuta un tempo come monte Coden
- la Grignetta (2 177 m s.l.m.), detta anche Grigna meridionale
- il Coltignone (1 479 m s.l.m.)

## Etimo
Sembra derivi dal gallico gries, che significherebbe "friabile", e infatti la roccia del complesso ha questa caratteristica. Il toponimo appare per la prima volta in una carta topografica del 1796.
Altri dicono che grigna sia detta la "caverna". In effetti molte caverne si aprono ai piedi di questa montagna, ma questo è una scoperta abbastanza tarda. Sembra che come sinonimo di "caverna" "grigna derivi da grignare 'ridere in modo sarcastico, facendo una smorfia, restando con la bocca spalancata' e si riferirebbe per estensione alle numerose caverne del gruppo.

## Classificazione
Secondo la SOIUSA il gruppo delle Grigne è un gruppo alpino con la seguente classificazione:
- Grande parte = Alpi Orientali
- Grande settore = Alpi Sud-orientali
- Sezione = Alpi e Prealpi Bergamasche
- Sottosezione = Prealpi Bergamasche
- Supergruppo = Prealpi Bergamasche Occidentali
- Gruppo = Gruppo delle Grigne
- Codice = II/C-29.II-A.3

## Suddivisione

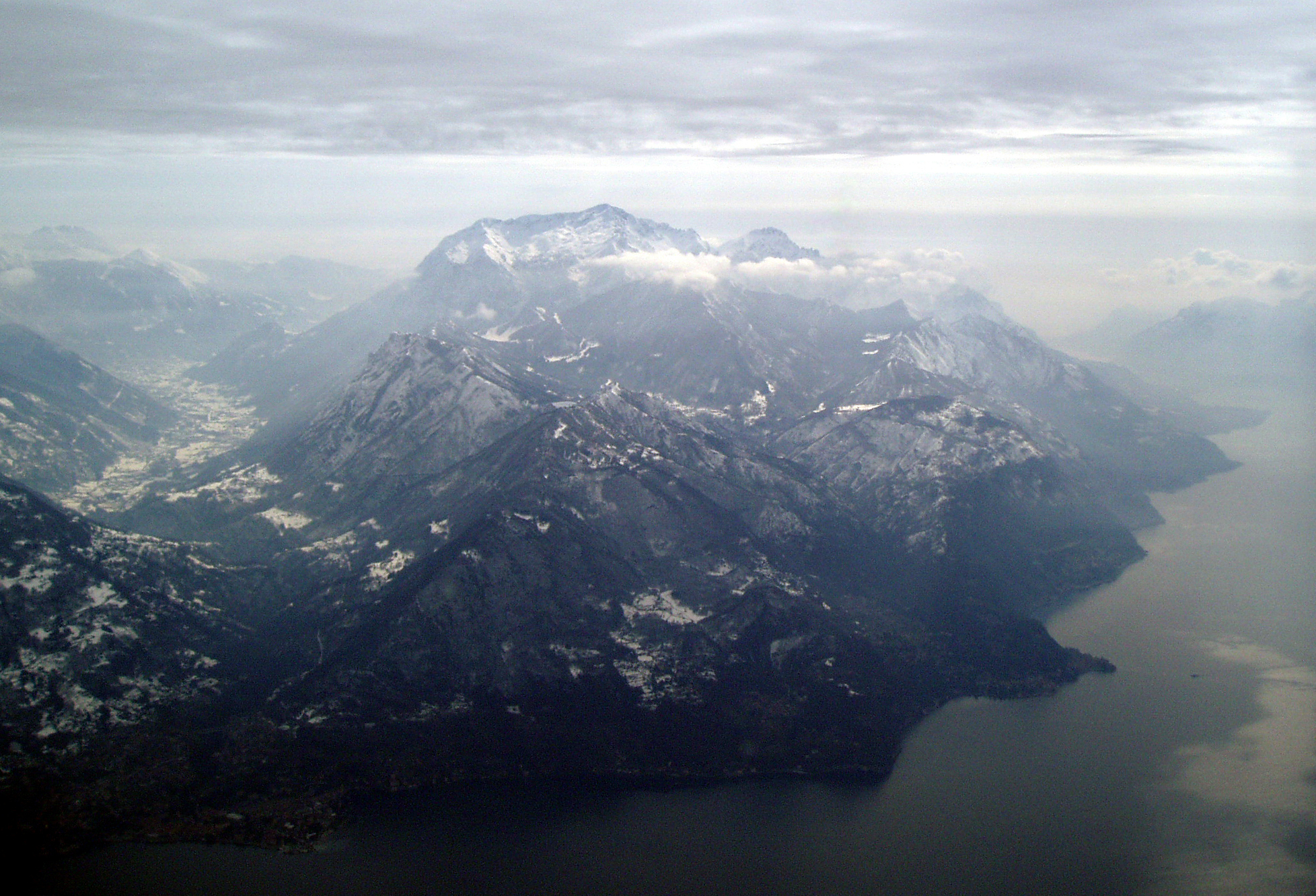
Il gruppo della Grigna con il Lago di Como

Viene ulteriormente suddiviso in due sottogruppi e sei settori di sottogruppi:
- Sottogruppo della Grigna Meridionale (a)
  - Nodo della Grigna Meridionale (a/a)
  - Costiera del Monte San Martino (a/b)
- Sottogruppo della Grigna Settentrionale (b)
  - Nodo della Grigna Settentrionale (b/a)
  - Nodo del Monte Pilastro (b/b)
  - Costiera del Monte Palagia (A.3.b/c)
  - Catena dei Pizzi di Parlasco (b/d)

## Montagne

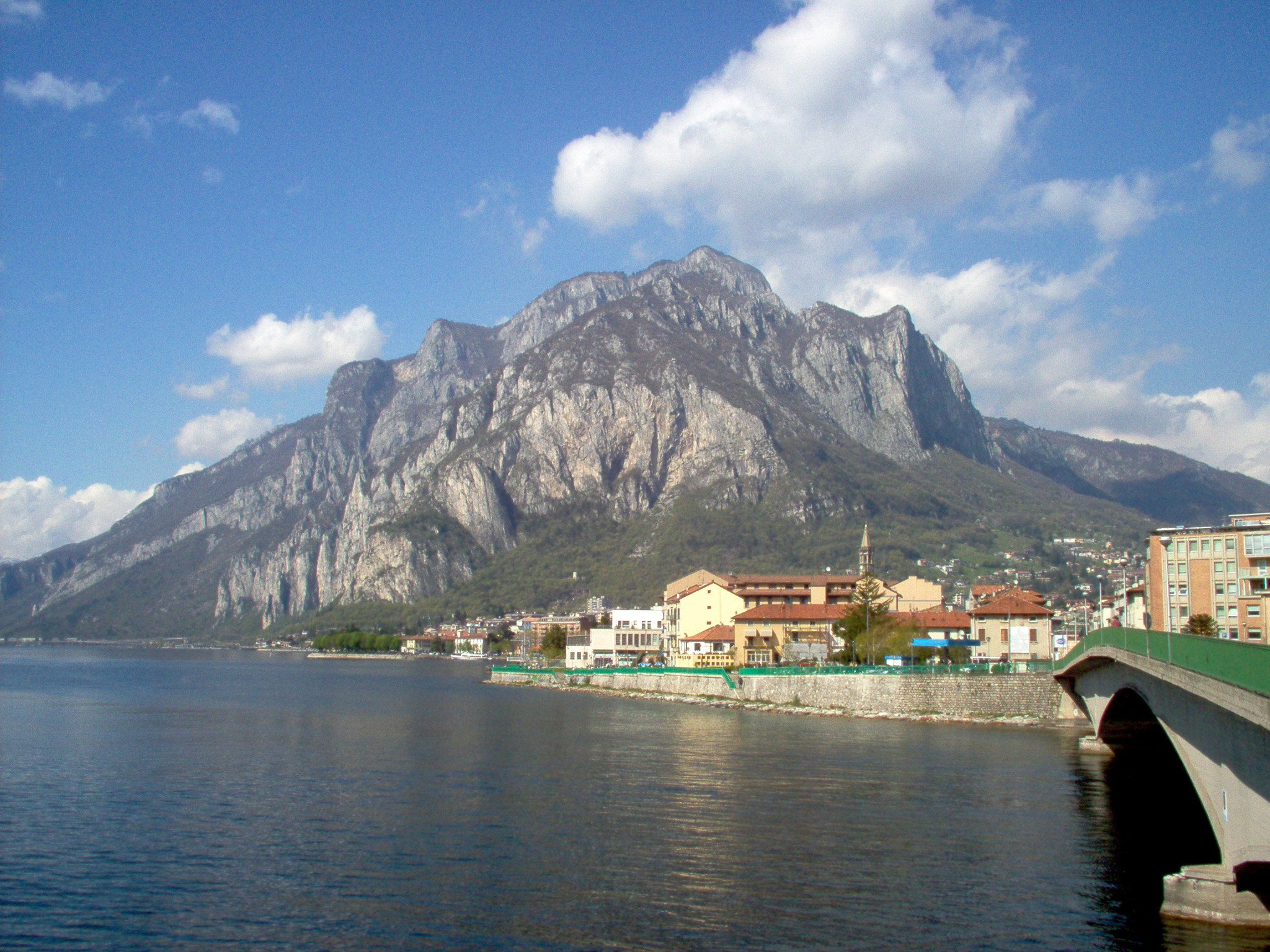
Il gruppo delle Grigne viste da Lecco.

Le montagne principali del gruppo sono:
- Monte San Martino - 1.090 m
- Alpe di Lierna - 1.250 m
- Monte Coltignone - 1.479 m
- Pizzi di Parlasco - 1.500 m
- Monte Palagia - 1.549 m
- Monte Pilastro - 1.823 m
- Sasso Cavallo - 1.923 m
- Cima Palone - 2.089 m
- Grignetta - 2.177 m
- Pizzo della Pieve - 2.257 m
- Grigna settentrionale - 2.410 m

## Idrografia
Il massiccio della Grigna è di natura carsica. All'aridità delle cime, quindi, contrasta la ricchezza idrica delle valli circostanti. Tra i torrenti della zona citiamo, da Sud in ordine orario:
- il torrente Gerenzone che decorre nella Val Gerenzone e sfocia a Lecco;
- il Zerbo che decorre nella Val Monastero e sfocia ad Abbadia Lariana;
- il torrente Meria decorre nella Valle Meria e sbocca a Mandello del Lario;
- il Bretalone che nasce dal Monte Parolo, scava il Fosso di Brentalone e sfocia a Lierna (Lago di Como);
- il torrente Fiumelatte, di appena 250 m, nasce come drenaggio del troppopieno di uno dei sistemi carsici della Grigna;
- il torrente Esino, che decorre nella omonima valle e sfocia a Varenna (Lago di Como);
- il torrente Cariota che confluisce nella Pioverna all'altezza di Pasturo
- la Pioverna che ha scavato la Valsassina, si dirige a sud e al Colle di Balisio gira bruscamente a nord, percorrendo tutta la valle e la Val Muggiasca, sfociando nel Lago di Como a Bellano.
- il Grigna, che confluisce nel Caldone e sfocia nel Lago di Como a Lecco.

## Clima
La Grigna si trova in una posizione particolare, essendo lambita dalla Pianura Padana a Sud e dal Ramo di Lecco del Lago di Como a Ovest.
D'estate, quindi, mentre in pianura vi è sereno, le correnti caldo-umide qui create si dirigono a Nord verso le Alpi causano spesso temporali sulla Grigna, mentre in inverno i venti liberano queste cime per portare le nuvole verso la pianura a Sud.
Concorrono ad arricchire la variabilità climatica i venti tipici del lago di Como-Lecco, tra i quali i quotidiani Breva, serotino, da sud a nord, e Tivan, mattutino, da nord a sud. Questi due venti portano bel tempo. Quando invece si alzano altri tipi di vento, il tempo facilmente si guasta. Ricordiamo l'Argegnino, il Menaggino, il Garzeno, la Bergamasca, il Bellanasco, il Ventone e naturalmente il Foehn.
Le precipitazioni variano dai 1800 ai 2000 mm l'anno, soprattutto sui versanti esposti al lago e alla pianura padana, e sono concentrate nei mesi primaverili.

## Leggenda della Grigna

La leggenda della Grigna, opere di Filippo Biagioli. Coll. Civico Museo Setificio Monti

Una canzone ci racconta il rapporto tra l'alpinista e la Grigna. Attraverso la metafora dell'amante (lo scalatore) e la crudele amata (la montagna Grigna) si canta di quanti sono morti (Avere te voglio, o morire) nel tentativo di scalare questa bassa ma ferigna montagna.
La Grigna era una crudele guerriera, che fece uccidere da una sua sentinella un cavaliere venuto a manifestare il suo amore per lei. La guerriera fu da un pietoso Dio trasformata in montagna, il Grignone, mentre la sentinella che obbedì al comando divenne la Grignetta.